# Кочетков, Александр Дмитриевич
Александр Дмитриевич Кочетков (род. 18 января 1961 года) — советский пловец в ластах.

## Карьера
Тренировался в клубе «СКАТ» при Томском университете у А. Д. Шумкова.
Рекордсмен мира. Чемпион мира 1982 г. Чемпион Европы 1983 г. Чемпион Спартакиады народов СССР 1983 г.
Чемпион СССР 1981, 1982, 1983, 1984, 1987 гг.
Участник экспедиций на Японское море (1979, 1980).
Работал тренером в Испании с 1994 г. по 2001 г., был тренером сборной Испании с 1996 г. по 2001 г.